# Калюжа Домнікія Федорівна
Домнікія Федорівна Калюжа (нар. 20 січня 1950, село Шевченкове, тепер Кілійського району Одеської області) — українська радянська діячка, ткаля Ворошиловградського тонкосуконного комбінату. Депутат Верховної Ради УРСР 11-го скликання.

## Біографія
Освіта середня.
У 1968—1970 роках — механізатор Кілійського елеватора Одеської області.
У 1970—1978 роках — учениця ткалі, ткаля Ворошиловградського тонкосуконного комбінату.
У 1978—1980 роках — ткаля Лисичанської фабрики тонкосуконних тканин Ворошиловградської області.
З 1980 року — ткаля Ворошиловградського тонкосуконного комбінату.
Потім — на пенсії в місті Луганську.

## Нагороди
- ордени
- медалі